# Cultura di Beixin
La cultura di Beixin (北辛文化, pinyin=Bei xin wen hua), fu una cultura neolitica che si sviluppò nella provincia dello Shandong, in Cina tra il 5.300 e il 4.100 a.C.

## Ritrovamenti
Il sito di riferimento di Beixing, (北辛村 Beixin cun) che dato il nome alla cultura, fu scoperto nel 1964 e scavato tra il 1978 e il 1979 a Tengzhou, nella provincia dello Shandong, in Cina.

Oltre a questo, sono stati ritrovati una cinquantina di siti appartenenti alla stessa cultura.

## Stile di vita
La cultura mostra evidenze della coltivazione del miglio e dell'addomesticazione del bufalo d'acqua.